# Eleição presidencial na Alemanha em 2010
As eleições presidenciais alemãs de 2010 foram realizadas em 30 de junho, de forma indireta (pelo parlamento). A votação foi agendada após a renúncia de Horst Köhler, em 31 de maio de 2010.

## Resultados
| Partido                                               | Assentos |
| ----------------------------------------------------- | -------- |
| União Democrata-Cristã/União Social Cristã da Bavária | 496      |
| Partido Social-Democrata                              | 333      |
| Partido Social-Democrata                              | 148      |
| Partido Social-Democrata                              | 129      |
| A Esquerda                                            | 124      |
| Freie Wähler                                          | 10       |
| Partido Nacional Democrata Alemão                     | 3        |
| Associação de Eleitores de Schleswig-Holstein         | 1        |
| Total                                                 | 1.244    |
| Fonte: wahlrecht.de                                   |          |

## Repercussão
Tratou-se do resultado de uma campanha do empresariado e do establishment político para chamar a atenção do governo de Angela Merkel, a Primeira Ministra do país. 
Não existem divergências quanto às medidas assumidas até aqui no percurso político de Merkel: consolidação fiscal às custas da classe trabalhadora e uma política externa agressiva (participação na guerra do Afeganistão, ditames de austeridade contra a Grécia e outros países endividados). Essas políticas encontram apoio geral no parlamento, incluindo nas fileiras da chamada "oposição". No entanto, diversas críticas surgiram a respeito damaneira como o governo Merkel está implementando tais políticas. É acusado de perder tempo demais em disputas internas. Diz-se que devia por a mão na massa. Dizem também os acusadores que o governo gasta muito tempo e esforço procurando fechar acordos com os mais diversos lobbystas, causando tensões desnecessárias entre a população. A chanceler é acusada de vacilar entre os interesses contraditórios no campo governista, em vez de apontar firmemente um caminho a ser seguido.